# Рекламный ролик Pizza Hut с Михаилом Горбачёвым
В 1997 году бывший руководитель СССР Михаил Горбачёв снялся в рекламе американской сети пиццерий «Pizza Hut».

## История
В России Горбачёв после распада СССР утратил былую популярность, но на Западе всё ещё оставался известным и уважаемым политиком. В связи с этим арт-директор рекламного агентства BBDO Group Тед Шейн и копирайтер Том Дербишайр решили использовать этот образ. 
Сотрудник кафедры политологии Массачусетского университета в Амхерсте Пол Масгрейв пишет, что в 1990-х годах компания Pizza Hut стремительно расширялась и хотела подчеркнуть своё превосходство перед конкурентами на американском рынке — сетями пиццерий наподобие Little Caesars и Dominoʼs. Это расширение сопровождала мощная рекламная кампания, на которую не жалели денег. Сеть уже выходила на советский рынок в 1990 году, и этот выход позиционировался как часть «сделки века» между руководством СССР и компанией PepsiCo, которой в то время принадлежала Pizza Hut. Однако после распада СССР экспансия сети на постсоветские рынки оказалась под угрозой. В это же время после распада СССР Михаил Горбачёв остро нуждался в деньгах. Ему в России была положена большая пенсия, но с учётом гиперинфляции к 1994 году она составляла около двух долларов в месяц. Фонд, созданный Горбачёвым, конфликтовал с президентом Российской Федерации Борисом Ельциным. На выборах 1996 года Горбачёв набрал 0,5 %, и конфликт действующего президента с Фондом уменьшился, но денег на продолжение его работы не было. Даже постоянная лекционная деятельность бывшего президента СССР не могла покрыть расходы на его существование. Масгрейв считает, что Горбачёв снялся в рекламе, чтобы поправить собственное финансовое положение и положение своего Фонда.
Ролик снимался для западных стран. Съёмки прошли в Москве. Издание «Коммерсантъ» в 2007 году писало, что, согласно данным СМИ, бюджет ролика, включая гонорар главного исполнителя, составил около 1 млн долларов. Пресс-секретарь «Горбачёв-фонда» Владимир Поляков сообщил, что вырученные средства были направлены на покупку нового здания для архива и библиотеки «Горбачёв-фонда».
2 марта 2021 года глава пресс-службы Горбачёв-фонда Павел Палажченко рассказал РИА Новости, что участие Горбачёва в рекламе сети ресторанов Pizza Hut и французского дома моды Louis Vuitton было связано с необходимостью получения средств для финансирования основанных им общественных организаций.

## Содержание ролика
В ролике демонстрируется обычная российская семья на отдыхе. В кафе она встречает бывшего руководителя СССР Михаила Горбачёва. Члены семьи принимаются то хвалить его политику, то обвинять Горбачёва в возникшей после его правления нестабильности.
Горбачёв становится свидетелем борьбы за его «политическое наследие» между пылким сторонником реформ и суровым антигорбачёвским мужчиной средних лет (играет Ричард Марнер), возможно, отцом и сыном. Звучит два обвинения и аргументы в защиту Горбачёва: «Из-за него у нас возникла экономическая неразбериха!» «Благодаря ему у нас появилась возможность!» «Полный хаос!» «Надежда!», и в конце ролика пожилая женщина решает спор: «Из-за него у нас есть много вещей… например, Pizza Hut!».
В конце ролика члены семьи, восклицая «за Горбачёва!», сходятся во мнении, что благодаря Горбачёву у них есть «Pizza Hut».

## Оценки
Масгрейв пишет, что это видео с Горбачёвым с завидной регулярностью появляется в СМИ, и они «снова и снова заносят его в списки „самых позорных рекламных роликов с участием знаменитостей“». Meduza пишет, что в посвящённой этому ролику статье Масгрейва, вышедшей в 2019 году в издании Foreign Policy, автор приходит к выводу, что ролик оказался значительно более интересным и точным произведением, чем могли предположить в середине 1990-х его участники и создатели. 
Российский исследователь С. И. Шампарова отмечает, что этот рекламный ход смог отразить положительное отношение западного мира к политику и мог бы символизировать укрепление политического курса Михаила Горбачёва среди жителей России.

## В культуре и образовании
Ролик упоминается в учебнике для маркетологов 2000 года специалиста по политической рекламе Олега Феофанова в качестве характерного примера переноса отблеска своей популярности на формирование позитивного имиджа товара.